# Laura Dern
Laura Elizabeth Dern (n. 10 februarie 1967, Los Angeles, California, SUA) este o actriță americană.
Pentru rolul lui Rose din filmul Rambling Rose (1991) a fost nominalizată la Premiul Oscar pentru cea mai bună actriță, în timp ce pentru rolul ei din filmul Wild din 2014, ea a fost nominalizată pentru Premiul Oscar pentru cea mai bună actriță în rol secundar. A mai jucat în Masca (1985), Smooth Talk (1985), Catifeaua albastră (1986), Wild at Heart (1990), Jurassic Park (1993), Citizen Ruth (1996), October Sky (1999), I am Sam (2001), Inland Empire (2006), The Master (2012), Sub aceeași stea (2014), și Războiul stelelor - Episodul VIII (2017).
Dern a primit Premiul Globul de Aur pentru cea mai bună actriță într-o miniserie sau într-un film pentru televiziune pentru filmul Afterburn din 1992, câștigând în total trei Globuri de Aur.

## Viața timpurie
Dern s-a născut în Los Angeles, California, ca fiica actriței Diane Ladd⁠(d) și a actorului Bruce Dern. În 1982, ea a devenit cea mai tânără câștigătoare a Miss Golden Globe.

## Legături externe
- Materiale media legate de Laura Dern la Wikimedia Commons
- Laura Dern la Internet Movie Database